# 오가와 나오키
오가와 나오키(일본어: 小川 直毅, 1995년 7월 3일 ~ )는 일본의 전 축구 선수이다.

## 구단 경력
과거 감바 오사카, 후지에다 MYFC에서 활동하였다.